# Navassa
Navassa (englisch Navassa Island, französisch Île de la Navasse oder La Navase, Kreolsprache Lanavaz oder Lavsh) ist eine unbewohnte Insel im Karibischen Meer (Große Antillen). Diese liegt im Jamaica Channel auf etwa einem Viertel der Strecke von Haiti nach Jamaika und wird von den Vereinigten Staaten als eine United States Minor Outlying Island beansprucht. Die Insel wird auch von Haiti beansprucht, auf dessen Inselsockel (Hispaniola) sie liegt.

## Geographie
Navassa liegt 54 km westlich der Tiburon-Halbinsel Haitis, 135 km nordöstlich von Jamaika und etwa 160 km südlich der Guantánamo-Bucht auf Kuba. Navassa stellt, ähnlich der Insel Henderson im Pazifik, ein so genanntes „Gehobenes Atoll“ dar und erreicht eine Höhe von bis zu 77 Metern über dem Meeresspiegel. Die von einem Korallenriff umgebene Insel hat eine Fläche von 5,4 km² sowie eine Küstenlänge von 9 km.
Die Insel ist nicht dauerhaft bewohnbar, da es keine natürlichen Süßwasserquellen gibt. Hinzu kommt, dass zahlreiche einheimische Pflanzen giftig sind und der Untergrund teilweise so scharfkantig ist, dass er Schuhwerk durchschneidet. Die einzige Vegetation besteht aus Baumgruppen, vereinzelten Kakteen und Gras, auf dem Ziegen weiden. Seit 1999 ist die Insel ein Naturschutzgebiet, es besteht ein strenges Betretungsverbot.
Die Lage der Insel, gut 160 km südlich vom Militärstützpunkt Guantanamo Bay, ist für die USA strategisch interessant.

## Geschichte
Bereits 1504 strandeten spanische und indianische Matrosen, die während der vierten Reise von Christoph Kolumbus unter dem Kommando von Diego Méndez von Jamaika nach Hispaniola ruderten, um Hilfe für die in Seenot geratene Mannschaft zu holen, mit ihren Kanus an der Insel und tauften sie Navaza (von spanisch nava = Ebene). Ursprünglich Haiti zugeordnet, wurde sie im Jahre 1857 unter Berufung auf den Guano Islands Act von den USA annektiert, wodurch es heute das älteste Überseegebiet des Landes ist. Es gab jedoch keinen Guano auf der Insel, der weiße Phosphorit war mit dem Vogelkot verwechselt worden. Nachdem Phosphorit ebenfalls als Düngemittel Verwendung fand, wurde er genutzt, wobei der Abbau nach dem Ende des Sezessionskriegs 1865 intensiviert wurde. In der Zwischenzeit erreichten 1858 zwei haitianische Kriegsschiffe die Insel und erklärten, sie für Haiti in Besitz zu nehmen; der Betriebsleiter wurde aufgefordert, eine haitianische Genehmigung einzuholen. Die Anweisung wurde aber nicht durchgesetzt. In der Folge fuhr ein US-Kriegsschiff die Hauptstadt Haitis Port-au-Prince an, weil die beiden Staaten keine diplomatischen Beziehungen unterhielten, und gab eine Note ab, nach der die USA auf ihrem Anspruch auf die Insel bestehen und zur Sicherung ein Kriegsschiff in den Gewässern vorhalten würden. Der Abbau endete 1898 im Spanisch-Amerikanischen Krieg, als die Insel auf Anordnung des US-Präsidenten William McKinley evakuiert wurde. Das Abbauunternehmen ging später in Konkurs. Während der Abbauperiode wurde annähernd eine Million Tonnen Phosphorit gewonnen. Ab 1903 wurde die Insel von der US Navy als Außenstelle der Guantanamo Bay Naval Base verwaltet.

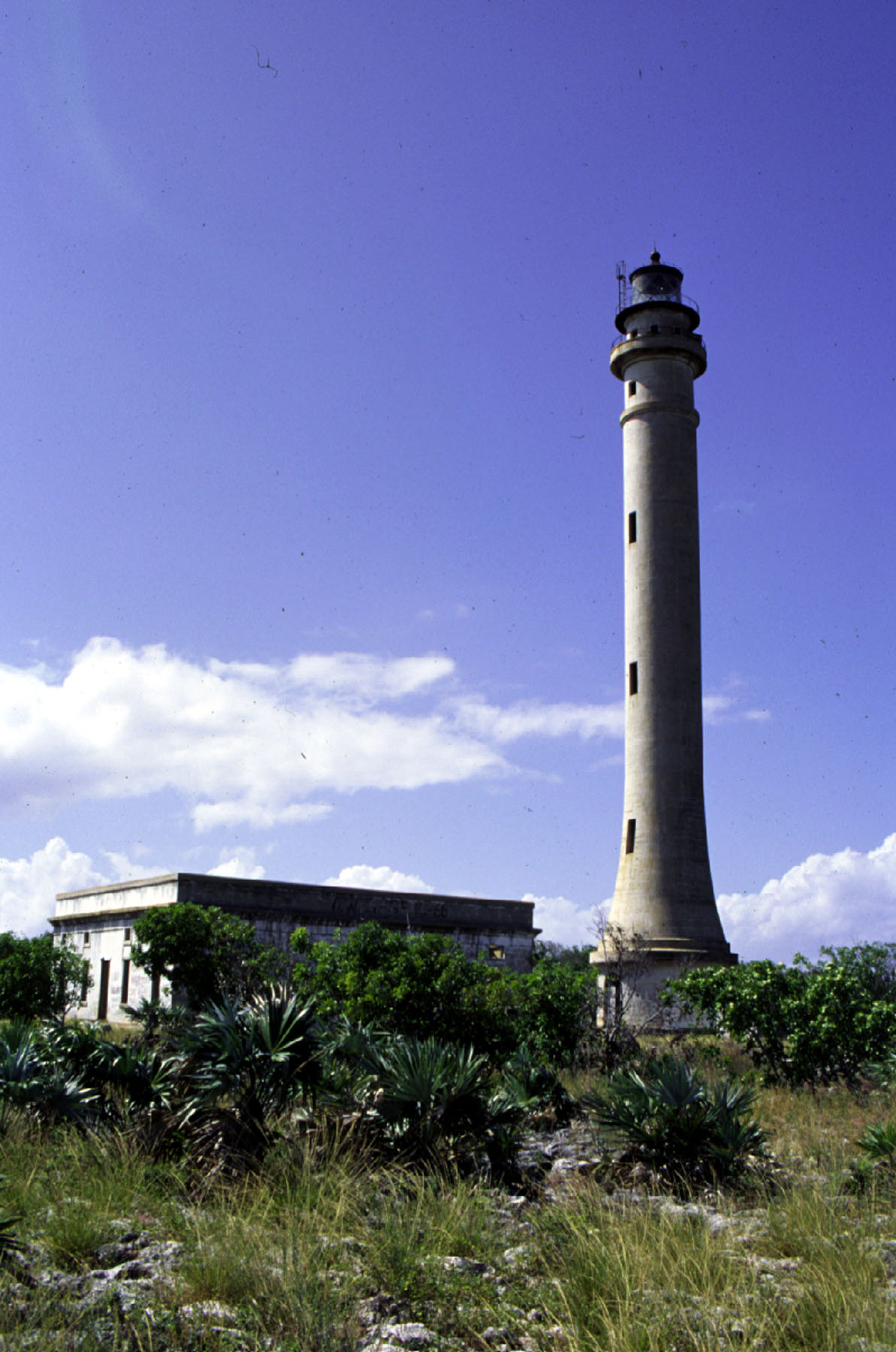
Leuchtturm von Navassa

Im Jahr 1917 wurde Navassa von der United States Coast Guard übernommen und ein Leuchtturm im Süden der Insel errichtet, da seit Eröffnung des Panamakanals deutlich mehr Schiffe die Insel passierten. 1929 wurde der Leuchtturm auf automatischen Betrieb umgestellt und die Insel war im Regelfall wieder unbewohnt. Haiti ließ seine Staatsangehörigen die Insel immer wieder nutzen und errichtete auf ihr 1950 eine Kapelle, damit Seeleute vorbeifahrender Schiffe dort beten konnten. 1989 flog der Präsidenten-Hubschrauber Haitis die Insel an und setzte kurzzeitig sechs Funkamateure ab, die mit einem haitianischen Rufzeichen internationale Funkverbindungen herstellten. 1996 wurde der Leuchtturm wegen Fortschritten in der Navigationstechnik aufgegeben und die Insel fiel mit dem umgebenden Seegebiet an das Office of Insular Affairs des Innenministeriums der Vereinigten Staaten. Ein Privatmann namens William A. Warren erhob daraufhin Ansprüche auf die Insel, die 2000 zurückgewiesen wurden.
Aufgrund der Ergebnisse zweier Forschungsexpeditionen in den Jahren 1998 und 1999 wurde die Insel inklusive der Gewässer im Umkreis von 12 Meilen am 3. Dezember 1999 unter Naturschutz gestellt und seither als National Wildlife Refuge durch den United States Fish and Wildlife Service unter dem Namen Navassa National Wildlife Refuge verwaltet. Bei mehreren Expeditionen seit dem 19. Jahrhundert wurden auf der Insel verschiedene neue Spezies entdeckt, darunter das letzte in natürlichem Habitat vorkommende Exemplar des Pseudophoenix sargentii saonae (Unterart: navassana), einer Urzeitpalme, sowie mehrere endemische Reptilienarten, von denen einige allerdings inzwischen als ausgestorben gelten.

## Ansprüche auf die Insel

### Staatliche Ansprüche
Der Anspruch der Vereinigten Staaten stammt aus dem Guano Islands Act und wurde 1857 wirksam. Das Supreme Court of the United States entschied 1890 in Jones v. United States, dass der Guano Islands Act verfassungsgemäß und die Insel Teil des US-Staatsgebiets sei.
Demgegenüber hat Haiti schon in seiner ersten Verfassung von 1801 einen umfassenden Anspruch auf die umliegenden Inseln erklärt, aber nur die größeren Inseln namentlich aufgeführt. Seit 1806 wurden die angrenzenden Inseln nicht mehr benannt. Erst nachdem die USA ihren Anspruch angemeldet hatten, benennt Haiti seit der Verfassung von 1874 und bis heute die Insel als La Navase explizit im Verfassungstext als Teil Haitis.

### Warren v. United States
1996 meldete ein US-Dokumentarfilmer nach einem Besuch auf der Insel einen neuen Anspruch nach dem Guano Islands Act an und berief sich darauf, dass die Insel inzwischen unbewohnt wäre und die Coast Guard mit dem Leuchtturm auch das US-Staatseigentum aufgegeben hätte. Der Fall wurde 2000 vom United States Court of Appeals für Washington, D.C. entschieden, die Ansprüche der Vereinigten Staaten von 1857 wurden bestätigt, die des Klägers von 1996 zurückgewiesen.

### „Fürstentum Navassa“
Die Insel wird heute außerdem von dem Italiener und ehemaligen Honorarkonsul von Somalia, Ezio Scaglione, beansprucht. Er rief nach einer illegalen Landung auf der Insel dort am 12. Oktober 2005 die international nicht anerkannte Mikronation des Fürstentums Navassa (Principado de Navaza) aus, als dessen Fürst er auftritt – möglicherweise in der Hoffnung, als Staatsoberhaupt mit diplomatischer Immunität der Strafverfolgung zu entgehen. Scaglione wird vorgeworfen, sein Amt als Honorarkonsul ausgenutzt zu haben, um in Zusammenarbeit mit einigen norditalienischen Industriellen und dem ehemaligen somalischen Präsidenten Ali Mahdi Muhammad Giftmüll vor der somalischen Küste abgeladen und sich im Waffenhandel zwischen dem Irak, Irland, Libanon und Somalia engagiert zu haben. Der Film Toxic Somalia (ausgestrahlt von Arte) befasst sich teilweise mit diesem Fall.